# Auterive, Haute-Garonne
Auterive (okcitansko Autariba) je naselje in občina v južnem francoskem departmaju Haute-Garonne regije Jug-Pireneji. Leta 2008 je naselje imelo 8.722 prebivalcev.

## Geografija
Naselje leži v pokrajini Languedoc ob reki Ariège, 32 km južno od Toulousa.

## Uprava
Auterive je sedež istoimenskega kantona, v katerega so poleg njegove vključene še občine Auribail, Beaumont-sur-Lèze, Grépiac, Labruyère-Dorsa, Lagrâce-Dieu, Mauressac, Miremont, Puydaniel, Venerque in Vernet s 15.536 prebivalci.
Kanton Auterive je sestavni del okrožja Muret.

## Zanimivosti
- cerkev sv. Pavla;

## Pobratena mesta
- Arenys de Mar (Katalonija, Španija),
- Fontanelle (Benečija, Italija),
- Hermannsburg (Spodnja Saška, Nemčija).